# Selište (Chorwacja)
Selište – wieś w Chorwacji, w żupanii sisacko-moslawińskiej, w mieście Kutina. W 2011 roku liczyła 282 mieszkańców.